# ラウル・カストロ
ラウル・モデスト・カストロ・ルス（スペイン語: Raúl Modesto Castro Ruz, 1931年6月3日 - ）は、キューバの政治家、軍人、革命家。兄のフィデル・カストロとともにキューバ革命を指導した。
革命後は、同国の最高指導者となったフィデルの後継者として、革命軍事相（国防相）、キューバ共和国国家評議会第一副議長、閣僚評議会第一副議長、キューバ共産党中央委員会第二書記などを歴任したのち、2008年2月24日、フィデルの退任に伴い、国家評議会議長（国家元首）兼閣僚評議会議長（首相）に就任。2018年4月19日に両職から退任し、国家評議会、閣僚評議会のミゲル・ディアス＝カネル第一副議長に譲り、2021年4月には共産党第一書記の座もディアス＝カネルに譲り第一線を退いた。

## 来歴

### 生い立ち
ビランにて、ガリシア人移民の父アンヘル・カストロ・イ・アルギスと、ガリシア人を祖先に持つキューバ人の母リナ・ルスとの間に、男兄弟3人の末子として生まれる。フィデルとラウルには、兄弟のほかに4人の女姉妹（その内の1人にフアニータ・カストロがいる）、そして片方の親が違う兄弟が2人いる。
幼少期は兄フィデルと共にハバナの私立小学校コレヒオ・ベレンなどのイエズス会学校で教育を受け、ハバナ大学では社会科学を専攻した。成績優秀だったフィデルに比べ、ラウルは平凡な学生だったという。
革命以前から社会主義政党であるキューバ人民党に入党するなど、兄のフィデルよりも当初から共産主義に傾倒していたとされ、学生時代にはフィデルと共に積極的に学生運動に参加していた。また、1953年には、ヨーロッパを旅行中に、KGBのニコライ・レオノフと接触している。

### キューバ革命

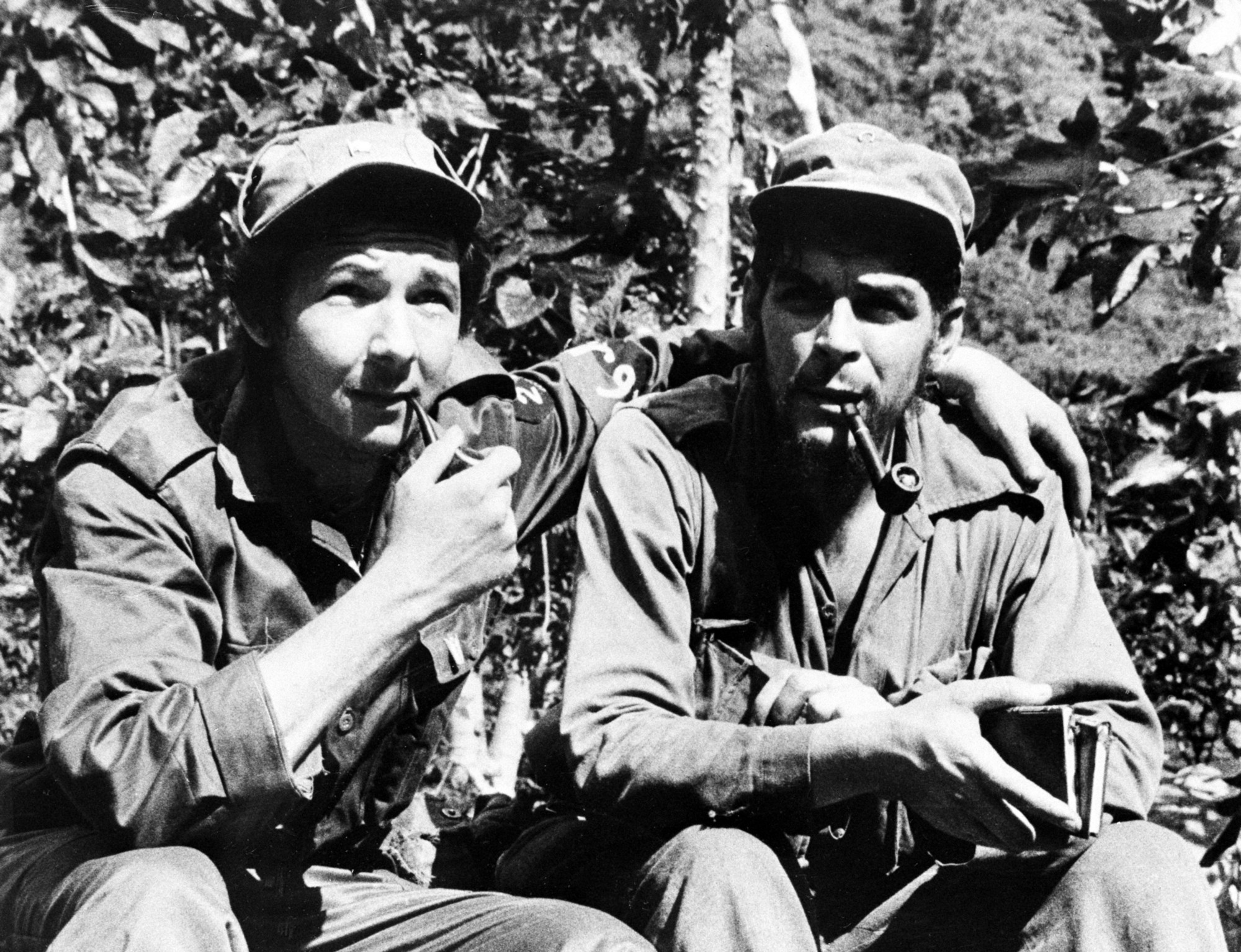
1958年、ラウル（左）とゲバラ（右）

1953年、7月26日運動のメンバーとしてモンカダ兵営襲撃に参加し、逮捕・投獄され、1955年に恩赦で釈放された。釈放後はフィデルと共にメキシコに亡命し、1956年12月にグランマ号に乗り込み再びキューバに戻ったが、上陸後すぐにキューバ空軍に発見されマエストラ山脈に逃げ込み、ゲリラ戦を展開した。
1958年2月27日、ラウルはフィデル、フアン・アルメイダと共に東部方面の指揮を執り、チェ・ゲバラ、カミロ・シエンフェゴスは西部方面の指揮を執りハバナを目指すことになった。6月26日には、オリエンテ州で10人のアメリカ人と2人のカナダ人を拉致し、27日にはアメリカ海軍兵士24人を人質にした。ラウルはキューバ空軍の空爆を停止させることに成功し人質を解放したが、これに反発したアメリカ合衆国はバティスタ政権への軍事支援を強化した。

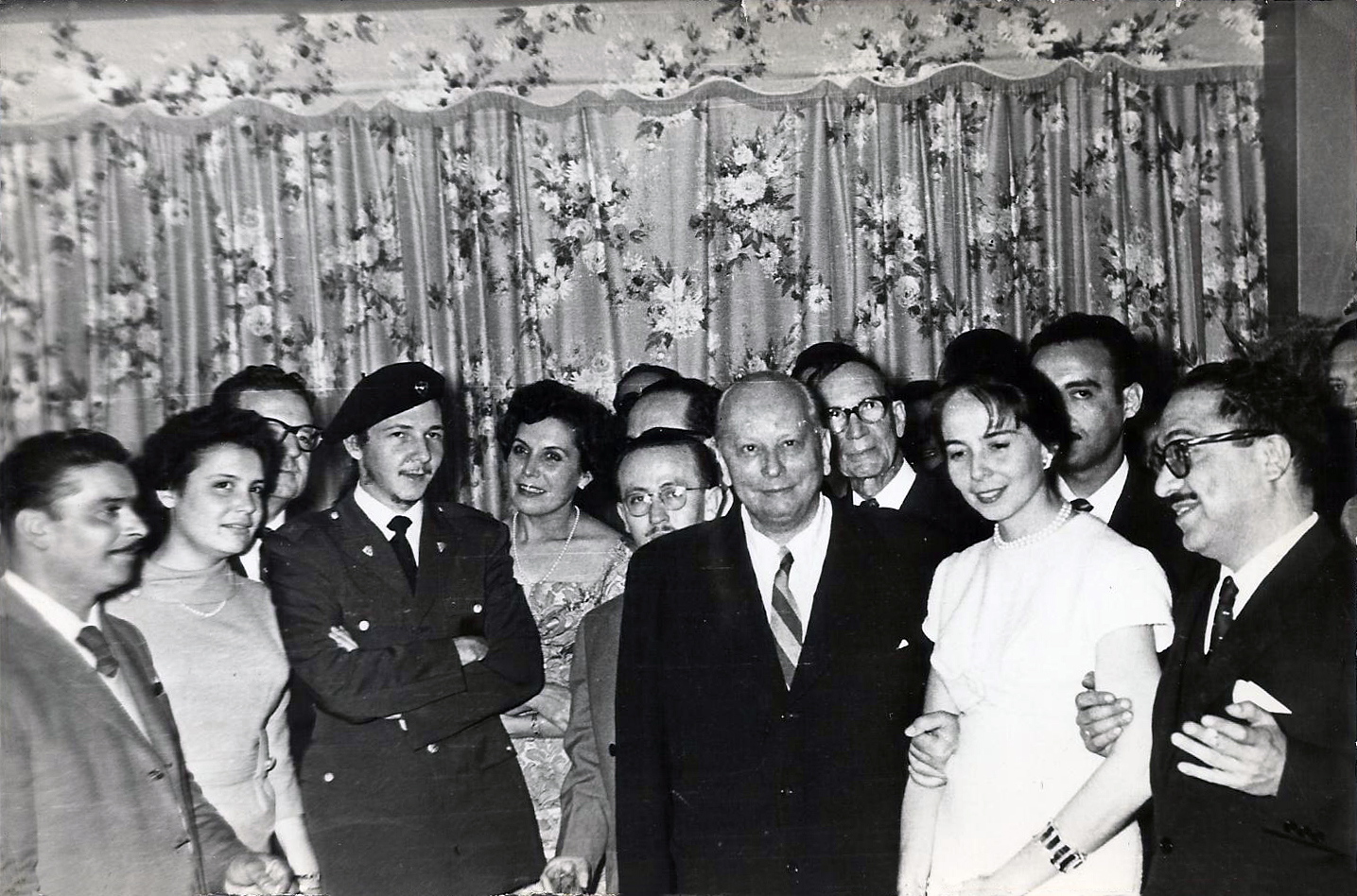
1959年8月、サルバドール・アジェンデ（右端）と会談するラウル（左端）

10月にはオリエンテ州を掌握し、また、別働隊を率いるゲバラがサンタクララの戦いで勝利したことで大勢が決し、1959年1月にバティスタはドミニカ共和国に亡命した。バティスタ政権崩壊後、ラウルは政権軍幹部の処刑を指揮・実行した。
キューバ革命後、フィデルを首班とする政権が発足すると、1959年に革命軍事相（国防相）に就任している。1965年10月にキューバ共産党が結成されると第二書記に就任し、政権のNo.2となった。
ゲバラが1965年にキューバを去った遠因に、ラウルとの確執があったとの見方もある（ゲバラをフィデルに引き合わせたのはラウルである）。

### フィデルの後継者

#### 権力継承

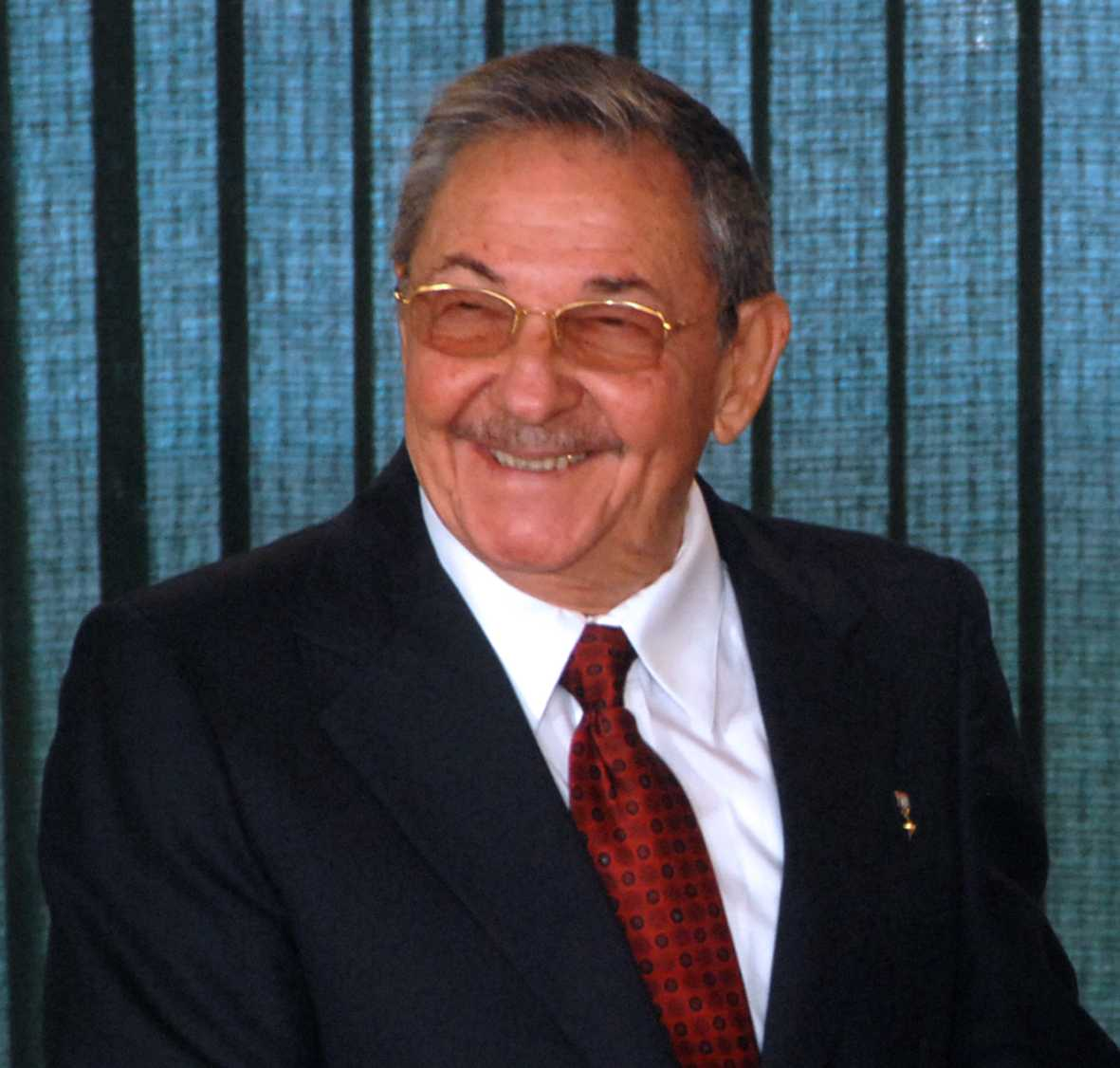
ラウル・カストロ（2008年12月18日）

1976年の憲法制定で国家評議会第一副議長に就任し、1986年に兄が初めて「後継者はラウル」と明言した。
1994年7月26日の革命記念日では、兄に代わって初めて演説を行った。その後、1997年の党大会で正式に後継者に指名された。近年は、かつては激しく対立した中華人民共和国との関係改善を進め、自らも代表団を率い訪中。2008年には国家主席である胡錦濤の訪問に敬意を払った。
2006年7月31日、フィデルが腸の手術を受けたために、その権限が数週間ラウルに委譲されると発表された が、その後フィデルの回復が高齢のためか思わしくなく、暫定期間は1年半ほど続いた。同年に行われたインタビューでは「私は控えめな性格なので、公の場に出ることには慣れていない」とコメントしている。

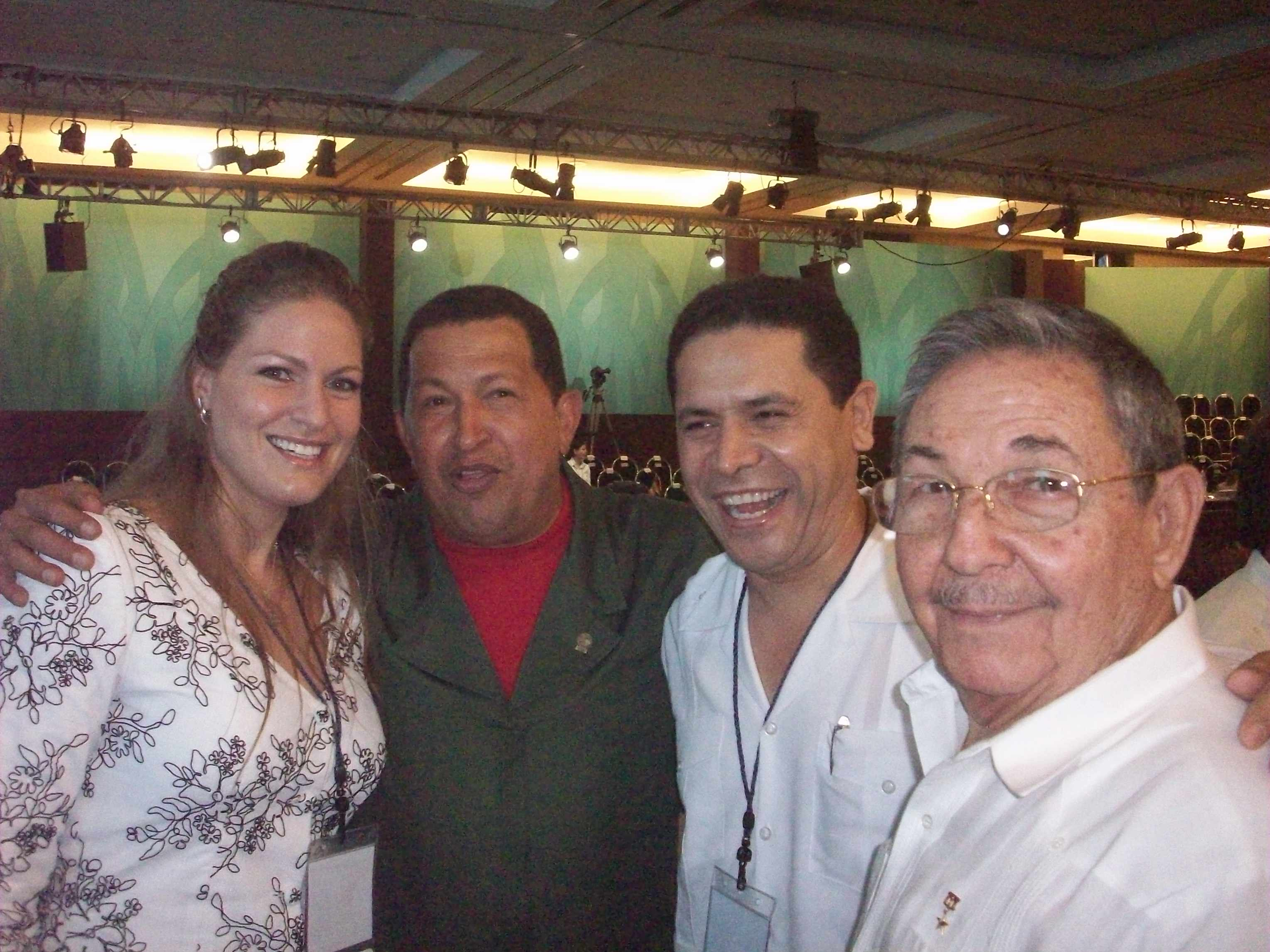
2010年2月22日、チャベス（左から2人目）とラウル（右端）

2008年2月19日、フィデルが引退を発表し、5日後の2月24日に597議員の全会一致で国家評議会議長に選出された。国家評議会議長就任にあたり、「国防などの重要な事項については兄の助言を求める」と述べ、議会もこれを認めた。また、大学生に向けた演説でも「フィデルは我々にとってかけがえのない存在」と発言している。
国家評議会議長に就任するまでは、国家評議会第一副議長、閣僚評議会第一副議長（第一副首相）、キューバ共産党中央委員会第二書記を務めていた。近年はスーツを着用することも多かった兄とは違い、人民権力全国会議（国会）などの公の場では一貫して軍服姿を通していたが、2006年に兄から暫定的に権限を移譲されて以降、非同盟諸国首脳会議等の場でスーツ姿で登場するようになった。
2011年4月19日、党大会においてフィデルの正式辞任により、2006年より代行を務めていたキューバ共産党中央委員会第一書記に就任した。
2013年2月24日、国家評議会議長に再任された。同時に「これが私の最後の任期となる」として、この任期満了となる2018年での引退を明言し、副議長には有力な後継候補と見られているミゲル・ディアス＝カネルを任命した。
2016年4月16日、第7回キューバ共産党大会が開催され第一書記に留任した。党大会では党・政府の役職に就任出来る年齢を70歳までに制限するべきと提言し、第7回党大会が「革命世代が台頭する最後の舞台になる」と明言するなど、世代交代について言及した。
上記の通り、ラウルは2018年2月24日の任期満了をもって勇退する予定であったが、2017年9月のハリケーン・イルマの被害のために2018年2月24日に任期満了となる人民権力全国会議の選挙実施が遅延することになった。これに伴い、12月21日、人民権力全国会議は任期を2018年4月19日まで延長することを決定した。国家評議会の構成員は人民権力全国会議議員の中から選ばれることになっているため、この決定により、ラウルをはじめとした国家評議会構成員の任期もこの2018年4月19日まで延びることとなった。ラウルはこの決定に際して、改めてこの（延長された）任期満了をもっての国家評議会議長の引退を明言した。
2018年4月18日に人民権力全国会議はラウルの後継にミゲル・ディアス＝カネル第1副議長を選出し、ラウルは予定通り翌19日に退任した。なお、支配政党であるキューバ共産党の第一書記には2021年の任期満了までラウルが在任し、実権を維持していた。
第一書記の任期満了を迎えた2021年4月の第8回共産党大会の初日に第一書記の辞任を表明し、党大会最終日で後継にディアス＝カネル大統領を選出。兄フィデルから続いたカストロ兄弟によるキューバ革命世代の統治に終止符を打った。

#### 内政
専門家からはフィデルと比べ政治的に強硬派であるが、経済的には市場経済導入に前向きであると見られており、中国の社会主義市場経済を支持しているとされている。
議長就任後の2008年3月には、フィデル政権で制限されていたDVDプレーヤー・パソコン・炊飯器・電子レンジなどの電化製品の購入を認める法案を可決させた。また、同年には国営企業に対して従業員の給与引き上げを指示し、携帯電話の使用制限や旅行制限を撤廃した。
2011年4月、中国を模倣した300の経済計画を発表した。計画の骨子として州政府の支出削減、外国投資の奨励と農地改革、民間投資の奨励、自身を含めた政治指導部の権限縮小を掲げている。
2014年9月21日、観光業振興の一環として、約9,000軒の国営飲食店の民営化を決定し、サービス向上と食品の品質改善を指示した。
憲法の改正を主導し、私有財産を認めるなどの条項を含んだ新憲法は2019年に承認・施行された。

#### アメリカとの国交正常化
革命以来、軍内での基盤が堅く、アメリカとの闘争などでは兄よりも強硬派とされている。1962年のキューバ危機では最後まで強硬論を兄に進言し続けていた。
しかし、議長就任後の2008年11月に行ったインタビューでは、
と答え、アメリカとの関係改善に含みを持たせた。
2013年12月10日、南アフリカ共和国・ヨハネスブルグで行われたネルソン・マンデラの追悼式に出席した際、アメリカ大統領のバラク・オバマと握手を交わし、「関係改善の兆し」として注目を集めた。また、ラウルとオバマの握手について、フィデルも「友好的ながらも毅然とした態度だった」とラウルを評価している。

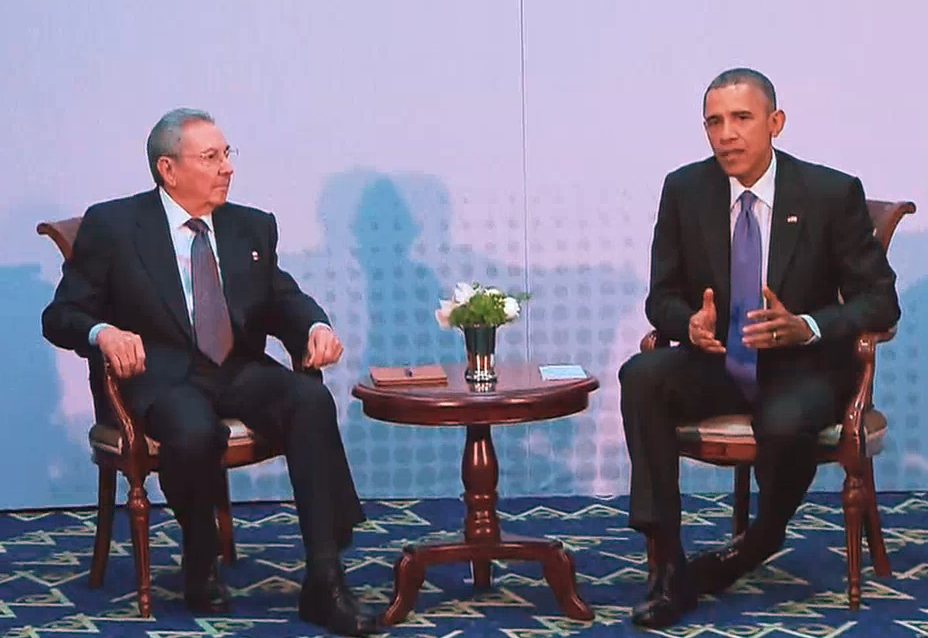
2015年4月11日、オバマと会談するラウル

2014年12月16日にオバマと電話会談し、翌17日に会見でアメリカと国交正常化交渉に入ることを明らかにした。20日には人民権力全国会議で演説し、アメリカに対してテロ支援国家の指定や経済制裁の解除を求めた他、今後も社会主義体制を維持すると表明した。
関係改善に踏み切った背景には、キューバの経済状況の悪化と、盟友だったウゴ・チャベスの死後、ベネズエラがキューバへの石油輸出を減少させていることが挙げられており、チャベスが死去した2013年からローマ教皇フランシスコの仲介で国交正常化に向けた協議を重ねていた。
2015年4月11日、パナマで行われた米州首脳会議に参加し、会場でオバマ大統領と59年ぶりの米・キューバ首脳会談を行った。会談の場では経済制裁の解除を求めた他、アメリカからキューバに逃亡した犯罪者の扱いについて協議した。また、キューバの人権状況や報道の自由についても議論すると表明したが、「幻想を抱いてはいけない」として譲歩する気はないと発言している。7月には正式にキューバとアメリカの国交が回復し、相互の大使館が再開された。
2016年3月21日、オバマが現職のアメリカ大統領として88年ぶりにキューバを訪問し、ラウルと首脳会談を行った。会談では両国関係の正常化推進や経済・通信分野での関係を改善することで一致したが、人権問題については「深刻な違い」と主張するオバマに対し、ラウルは「我々は人権を守っている」と反論している。

#### 日本との関係
2015年5月2日、岸田文雄外務大臣は日本の外務大臣として初めてキューバを訪問し、ラウルを表敬訪問し、幅広く二国間関係を一層強化していくことで一致。2016年9月22日、安倍晋三首相が日本の首相として初めてキューバを訪問し、首都ハバナでラウルと会談。日本が12億7300万円の無償資金協力で医療機材などを供与する書簡を交わした。

### 退任後
91歳となっていた2023年4月19日に行われた人民権力全国会議に姿を見せ、97.66％の賛成票をもって大統領に再選されたミゲル・ディアス＝カネルと固い握手を交わし、継続的に支持することをアピールした。2024年1月3日には、キューバ革命終戦65周年の記念大会で革命未体験者世代に向けて、将来へのメッセージを送っている。

## 家族
1959年1月26日、マサチューセッツ工科大学の学生だったヴィルマ・エスピンと結婚し、一男三女をもうけたが、2007年6月18日に死別している。ヴィルマは生前はキューバ女性連盟の会長を務めていた。
長女のマリエラ・カストロは人民権力全国会議代議員で性マイノリティに対しての慈善活動を行っている。長男のアレハンドロ・カストロ・エスピンは内務省大佐を務めている。